# Grande Mosquée de San
La Grande Mosquée de San, au Mali, est la principale mosquée de la ville. Elle est construite en banco gris et répond aux codes de l'architecture soudanaise.